# Philipp Manes

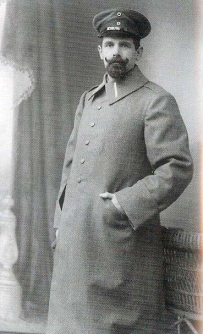
Philipp Manes als Soldat im Ersten Weltkrieg

Philipp Manes (geboren am 16. August 1875 in Elberfeld (heute Stadtteil von Wuppertal); gestorben nach dem 28. Oktober 1944 im KZ Auschwitz-Birkenau) war ein deutscher jüdischer Pelzhändler, Fachjournalist der Pelzbranche und Tagebuchautor, dem es gelang, im Ghetto Theresienstadt mehr als zwei Jahre ein relativ reichhaltiges kulturelles Leben aufrechtzuerhalten.

## Leben
Anfangs bei der Neuen Photographischen Gesellschaft in Berlin-Steglitz als künstlerischer Beirat tätig, trat Philipp Manes 1904 in den Ende 1938 erloschenen elterlichen Großhandelsbetrieb (Berlin, Werderscher Markt 10) Eduard Manes (14. April 1844 - 9. Dezember 1932) und dessen Ehefrau Liesette Manes (13. Januar 1854 – nach 1927), mit Rauchwaren und Pelzzutaten ein, in dem er sich ausschließlich dem Pelzhandel widmete. Im Juni 1905 heiratete Philipp (Arminius) Manes Gertrud (Henriette), geborene Elias, beide mosaischen Glaubens.

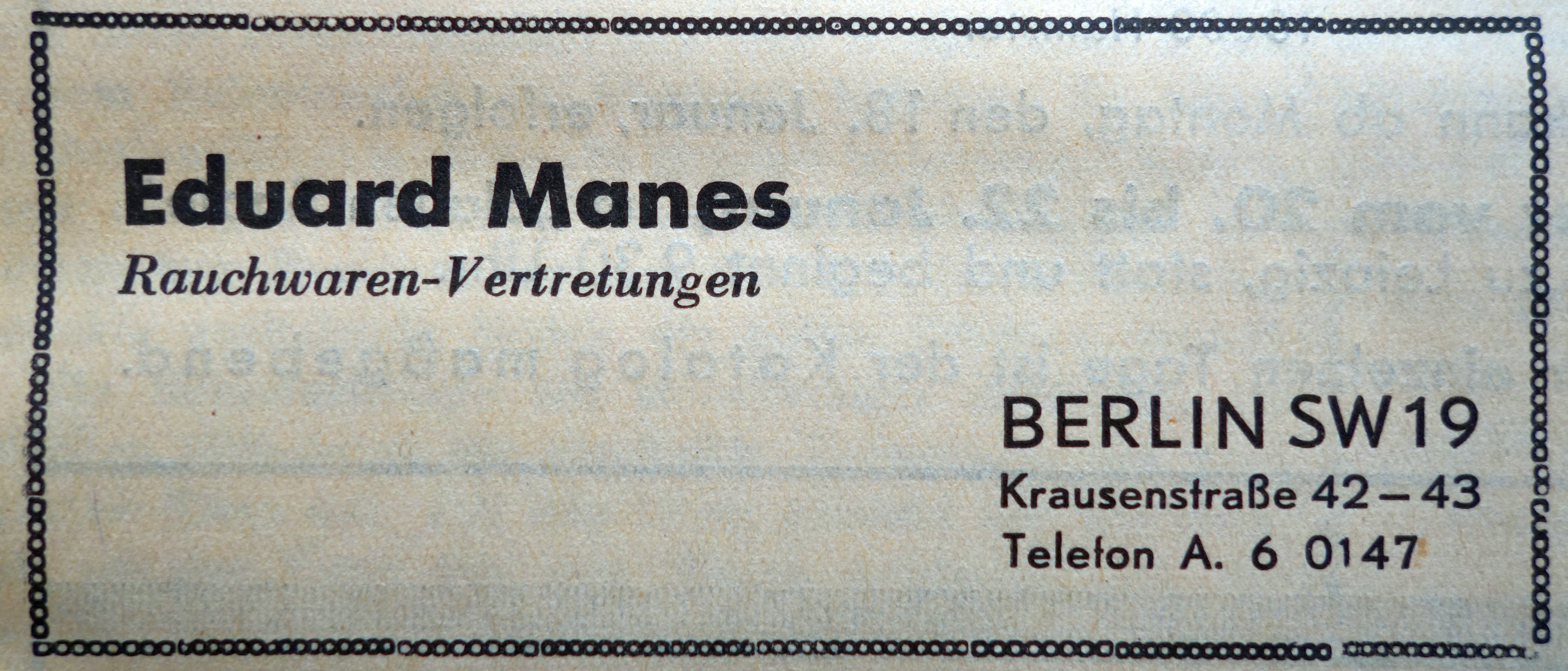
Anzeige der Firma Eduard Manes (Inhaber Philipp Manes), Rauchwaren-Vertretungen, Januar 1937

1920 gründete er während seiner beruflichen Aktivitäten den Verband Berliner Rauchwarenfirmen, deren Vorsitzender er sieben Jahre lang blieb. Anschließend widmete er sich ganz der Berichterstattung für die Fachzeitschriften der Branche im In- und Ausland. Wesentlich war er an der Ausrichtung der bisher weltweit bedeutendsten Selbstdarstellung der Pelzbranche, der IPA – Internationale Pelzwaren-Ausstellung in Leipzig beteiligt. In Berlin wurde er Mitglied der Freimaurerloge Victoria.
Von 1939 an schrieb Manes ein Tagebuch, um seinen vier Kindern, die Deutschland noch verlassen konnten, das Leben in Berlin unter der Nazidiktatur zu schildern. Im Winter 1941 – als 67-Jähriger – zu zwangsweiser Fabrikarbeit an der Bohrmaschine verpflichtet – weist er mit Genugtuung darauf hin, dass er den Akkord erfüllen konnte. Am 21. Juli 1942 musste Manes seine Wohnung in der Berliner Potsdamer Straße 27 (Hausnummernzählung von 1936 bis heute) räumen. Er und seine Frau wurden in das Ghetto Theresienstadt verschleppt, wo Manes weiter Tagebuch führte. Mit dem letzten Eisenbahn-Transport aus Theresienstadt wurde das Ehepaar am 28. Oktober 1944 ins Vernichtungslager Auschwitz-Birkenau deportiert und dort mit weiteren 1687 Menschen ermordet.

## Tagebuch
Das Tagebuchmanuskript wurde von Theresienstädter Mitgefangenen (Lies Klemich) versteckt und erreichte die in England lebende Tochter des Verfassers, welche sich lange erfolglos um eine Publikation bemühte. Zusammen mit weiterem Nachlass steht das Manuskript heute in der Wiener Library in London für wissenschaftliche Bearbeitung zur Verfügung. Die 2005 im Ullstein Verlag herausgegebene Edition der Tagebücher wurde von den beiden Historikern Ben Barkow und Klaus Leist mit einem Vorwort und Stellenkommentaren sowie einem umfangreichen biographischen Anhang versehen, der die Lebensdaten vieler – teilweise prominenter – Gefangener aufzählt. Manes organisierte im Rahmen der jüdischen Selbstverwaltung in Theresienstadt u. a. einen „Orientierungsdienst“, der verwirrte Personen auffinden sollte, um sie – häufig im fortgeschrittenen Alter zwangsumgesiedelt – zu ihrer Unterkunft im Lager zurückzuführen. Das teilweise rechenschaftsartige Tagebuch beschreibt die Arbeit Manes, für Mitgefangene ein reichhaltiges kulturelles Angebot unter widrigsten Umständen aufrechtzuerhalten. Das Tagebuch enthält Exkurse über Einzelheiten des Lebens im Konzentrationslager. Zu den mehr als 500 von Manes organisierten Veranstaltungen in Theresienstadt gehörten die dramatische Lesung von Goethes Faust, die Aufführung von Mendelssohns Elias und der Vortrag von Leo Baeck.

## Werke
- Ständige Redaktion und Veröffentlichungen für Der Rauchwarenmarkt, Berlin und Leipzig.
- Pelzkonfektion und Kürschnerei. In: Benno Marcus (Hrsg.): Großes Textil-Handbuch, Heinrich Killinger, Nordhausen a. H., 1927, S. 720–726.
- Die Geschichte der deutschen Pelzindustrie und ihrer Verbände. Manuskript, herausgegeben von Dr. Otto Nauen, Frankfurt/Main. Manes beendete sein Manuskript während des Zweiten Weltkriegs, Ende Mai 1941. Veröffentlicht zwischen 1950 und 1956. Das gesamte, vier Bände umfassende Werk wurde wohl nur in Teilen publiziert, es ist datiert auf Berlin 1940 und 1941.
- Als ob’s ein Leben wär. Tatsachenbericht Theresienstadt 1942 bis 1944. Herausgegeben von Ben Barkow und Klaus Leist, Ullstein Verlag, Berlin 2005, 544 Seiten, gebunden, ISBN 3-550-07610-X.

## Bibliographie

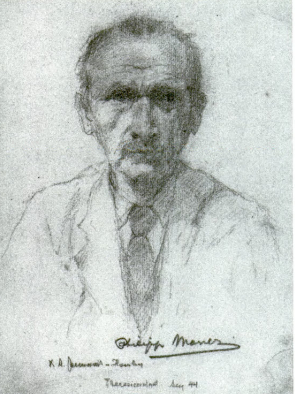
Philipp Manes, etwa zwei Monate vor seiner Ermordung. Porträt durch Arthur Goldschmidt, Theresienstadt 1944

- Holger Honold: Niemals aufgeben. Diese Haltung beschämt den Leser: Philipp Manes erzählt vom KZ. Literatur-Besprechung in der Frankfurter Allgemeinen Zeitung, 29. Juni 2006, S. 42.